# Day of the Dumpster
Day of the Dumpster (El día del vertedero en España y El inicio en Latinoamérica) es el primer episodio de la primera temporada de la serie Mighty Morphin Power Rangers, así como el primer episodio de la franquicia Power Rangers en general. Se emitió por primera vez en Fox Network el 28 de agosto de 1993, dentro del bloque de programación Fox Kids, y más tarde sería publicado en VHS y DVD. Como en los otros episodios de la primera temporada, muchas de las escenas de los rangers con el uniforme están extraída de la serie japonesa de género tokusatsu Kyōryū Sentai Zyuranger, la 16.ª temporada de la franquicia Super Sentai Series. El VHS de este episodio fue el número 35 de ventas en video y el 11 en la lista de videos para niños en el año 1994, según Billboard.

## Argumento
Dos astronautas exploran un asteroide cercano a la Luna y llegan hasta un extraño contenedor espacial. Cuando lo abren, la malvada hechicera Rita Repulsa y sus secuaces Goldar, Squatt, Baboo y Finster emergen de un cautiverio de 10.000 años. Rita decide conquistar el planeta más cercano, la Tierra, y reconstruye su palacio en la luna.
En la ciudad de Angel Grove, California, Jason Lee Scott, Zack Taylor, Billy Cranston, Trini Kwan, y Kimberly Hart han quedado en el centro juvenil de Ernie. Los chicos están practicando karate, mientras las chicas practican gimnasia. Bulk y Skull aparecen para molestarles, pero acaban humillándose a sí mismos.
Más tarde, mientras los chicos están tomando unos zumos de frutas del bar de Ernie, Rita provoca un terremoto. En el Centro de Mando, Zordon, un mago sabio que luchó contra Rita hace muchos años, le pide a su asistente robótico Alpha 5 que traiga a cinco adolescentes para que defiendan la Tierra de Rita.
Jason, Zack, Billy, Trini y Kimberly son entonces teletransportados al Centro de Mando, donde Zordon les explica la situación y les nombra los primeros Power Rangers. Ellos se niegan a creerle, hasta que Rita envía a sus patrulleros de masilla para atacarles. Los masillas les vencen, pero entonces Jason sugiere usar sus nuevos Power Morphers, y los cinco se metamorfosean por primera vez en los Power Rangers, derrotando a los masillas. Sin embargo, Rita usa su varita mágica para convertir a Goldar en gigante y que ataque la ciudad, pero los rangers invocan a los Dinozords y los combinan para formar el Megazord. Tras una batalla igualada, obligan a Goldar a retirarse cuando invocan la Power Espada del Megazord.
De vuelta en el Centro de Mando, los cinco adolescentes se convencen finalmente de que pueden salvar el mundo de la maldad de Rita, y aceptan la oferta de Zordon, con el juramento de no utilizar sus poderes para beneficio personal, no utilizar la fuerza en batalla a menos que Rita les obligue, y mantener sus identidades en secreto. Zordon les promete que estará allí para darles consejo siempre que lo necesiten.

## Reparto
- Amy Jo Johnson como Kimberly Hart, Pink Ranger.
- David Yost como Billy Cranston, Blue Ranger.
- Walter Emanuel Jones como Zack Taylor, Black Ranger.
- Thuy Trang como Trini Kwan, Yellow Ranger.
- Austin St. John como Jason Lee Scott, Red Ranger.
- Paul Schrier como Bulk.
- Jason Narvy como Skull.
- David Fielding como Zordon.
- Machiko Soga como Rita Repulsa.
- Barbara Goodson como la voz de Rita Repulsa.
- Takashi Sakamoto y Kazutoshi Yokoyama como Goldar.
- Robert Axelrod como la voz de Goldar.
- Minoru Watanabe como Squatt.
- Michael Sorich como la voz de Squatt.
- Hideaki Kusaka como Baboo.
- Dave Mallow como la voz de Baboo.
- Takako Iiboshi como Finster.
- Robert Axelrod como la voz de Finster.
- Richard Genelle como Ernie.
- Romy J. Sharf como Alpha 5.
- Richard Steven Horvitz como la voz de Alpha 5.

## Pilotos inéditos
El episodio piloto original, en una forma editada, se mostró en un especial de 1999 titulado The Lost Episode, presentado por Austin St. John y Walter Jones. Contenía la misma historia básica del episodio final, pero con varias diferencias, entre otras, Audri DuBois en el papel de Trini, diferentes voces para los villanos, y la ausencia del bar de zumos de Ernie. En su versión original sin editar, se llama a los zords "droids", los Power Morphers son "Transmorphers" y Zordon tenía el nombre de "Zoltar". El personaje de Skull era interpretado por Bobby Val, que después sería reemplazado por Jason Narvy.
Tony Oliver presentó un segundo episodio piloto en 2007, en la primera convención Power Morphicon. En él aparecían Thuy Trang como Trini, Jason Narvy como Skull, y Richard Genelle como Ernie, así como otros aspectos que llegaron al episodio emitido. Otras escenas del segundo piloto se reutilizaron en el episodio Big Sisters.

### Diferencias directas
- Las gafas de Billy eran de pasta dura. En la serie eran de montura fina.
- El local de encuentro era una bolera, y no un bar de zumos.
- Los papeles de Skull y Trini estaban interpretados por actores diferentes.
- Bulk y Skull eran miembros de una banda dirigida por un líder más malicioso (y eran cinco en total).
- Kimberly era mucho más superficial y tenía un talento prácticamente nulo en artes marciales y gimnasia.
- El Rey Sphinx era el monstruo principal de este episodio, y luchaba junto a Goldar. En la serie emitida, el Rey Sphinx aparece en el cuarto episodio.
- El nombre de Zordon era Zoltar, y así los zords que después se llamaron como él, aquí se llamaban Droids.
- La secuencia de metamorfosis era diferente, más parecida a la de Super Sentai. Además, mientras Zoltar les anuncia la habilidad de sus dinosaurios, ellos se transforman en su respectivo dinosaurio, en lugar de en su vestuario de ranger.
- La apariencia de Alpha era mucho más voluminosa en esta encarnación.
- La secuencia de teletransporte era muy diferente, con los adolescentes contorsionándose y estrechándose como plastilina antes de elevarse por los cielos.
- El encuentro con la banda se mostraba en un tono mucho más violento que en la serie oficial, donde los rangers nunca usaban la violencia física contra sus compañeros; en esta versión los rangers inician la pelea y se enfrentan a sus oponentes de una forma muy brutal.